# Innocent Husbands
Innocent Husbands è un film del 1925, diretto da Leo McCarey con Charley Chase.

## Trama
Nonostante la sua lealtà, Melvin è sempre sospettato da sua moglie Mame. Le complicazioni aumentano quando una donna cicciona che Melvin aveva portato ad una festa gli sviene in camera con la moglie che sta facendo una seduta spiritica nella stanza accanto per chiedere ai parenti morti se il marito la tradisce. Melvin allora riesce a spacciare il suo amico scapolo, anch'egli finito nella sua camera, e la cicciona per gli spiriti chiamati. Alla fine Mame si convince dell'onestà del consorte.